# Храм Свете Тројице у Осији
Храм Свете Тројице у Осији је храм Српске православне цркве који припада Митрополији дабробосанској. Налази се у Осијама, Калиновик, Република Српска, Босна и Херцеговина. Храм је саграђен 2008. године и посвећен је Светој Тројици. Мјештани Осија су страдали у Другом свјетском рату и током рата у Босни и Херцеговини, а храм је подигнут у помен свих преминулих чланова породица чији су посмртни остаци сахрањени на гробљу поред цркве. У склопу цркве је и парохијски дом.